# Oliveira (Mesão Frio)
Oliveira ist eine Ortschaft und eine Gemeinde im Norden Portugal.

## Geschichte
Spuren menschlicher Anwesenheit gehen zurück zumindest bis zur Bronzezeit und deuten auf die spätere vereinzelte Besiedlung von hiesigen Höhlen durch Lusitaner, die im nahen Cidadelhe eine befestigte Siedlung unterhielten. Aus der Zeit der folgenden römischen Herrschaft ab 134 v. Chr. sind Reste einer Römerstraße geblieben.
Erstmals wurde der heutige Ort im Jahr 970 dokumentiert. Portugals erster König D. Afonso Henriques gab Oliveira 1170 an das Kloster Tarouca. In den königlichen Registern von 1289 wurde Oliveira als Gemeinde des Kreises Penaguião geführt. Im Zuge der Verwaltungsreformen nach dem Miguelistenkrieg 1834 kam Oliveira zum Kreis Mesão Frio.

## Verwaltung
Oliveira ist Sitz einer gleichnamigen Gemeinde (Freguesia) im Kreis (Concelho) von Mesão Frio im Distrikt Vila Real. In ihr leben 349 Einwohner auf einer Fläche von 3 km² (Stand 19. April 2021).
Folgende Orte gehören zur Gemeinde:
| - Bamba - Boavista - Calçada - Caldas de Moledo - Eira - Entrevinhas - Fonte Colher - Fundo do Povo - Gamelão - Granjão - Oliveira | - Paço - Picota - Pombal - Portela - Rabela - Rossio - Rua - Rua Nova - Santa Bárbara - Senhora da Piedade - Souto |